# Ercole Sassonia
Ercole Sassonia, noto anche come Hercules Saxonia o Hercules Saxonia Patauinus (Padova, 1551 – Padova, 20 agosto 1607), è stato un medico italiano.

## Biografia
È stato uno dei grandi clinici italiani del Rinascimento. La sua formazione avvenne nella città natale, dove si laureò in medicina.
Nel 1590 divenne professore di medicina pratica nell'Università di Padova. Nella città, teneva lezioni di anatomia presso il Collegio Arquà, sito nei pressi di Santa Caterina.
Insegnante di grande fascino e clinico celebrato e celeberrimo, fu invitato a Vienna dall'imperatore  Massimiliano II, soggiornando alla sua  corte .
I suoi contributi scientifici più importanti sono relativi alla semeiotica, alle malattie veneree e alle malattie cutanee.

## Opere principali
- Disputatio de phoenigmorum, quae vulgo vesicantia appellantur, & de theriacae usu in febribus pestilentibus. In qua etiam de natura pestis, & pestilentium febrium nonnulla tractantur, Padova, Paulum Meiettum, 1591.
- De Phoenigmis libri tres. In quibus agitur de vniuersa rubificantium natura, deque differentijs omnibus atque vsu. Psilotris, smegmatibus, dropacibus, sinapsismis simplicibus, ac compositis vulgo vesicantibus, de quorum usu in febribus pestilentibus multa disputantur, 1593.
- Luis venereae perfectissimus tractatus, Padova, Paulum Meiettum, 1597.
- De plica quam Poloni Gwozdziec, Roxolani Koltunum vocant. Liber nunc primum in lucem editus, Padova, Officina Laurentii Pasquati, 1600.
- Pantheon medicinæ selectum, Peter Uffenbach, Francoforte sul meno, 1603[3]
- Opera Practica, 1607.
- Prognoseon praticarum, 1620.